# Saint-Cirq-Madelon
Saint-Cirq-Madelon è un comune francese di 153 abitanti situato nel dipartimento del Lot nella regione dell'Occitania.

## Società

### Evoluzione demografica
Abitanti censiti